# 清水徹郎
清水 徹郎（しみず てつろう、1988年2月10日 - ）は、日本のカーリング選手。北海道コンサドーレ札幌カーリングチーム所属。2018年平昌オリンピックカーリング競技男子日本代表。

## 経歴
長野県北佐久郡軽井沢町出身。軽井沢町立軽井沢中学校、長野県軽井沢高等学校を経て、2010年駿河台大学卒業。株式会社シズナイロゴス所属。
2007年からSC軽井沢クラブに所属し、日本選手権を2007年から2009年まで3連覇、2013年から2017年まで5連覇。2016年世界選手権4位、パシフィック・アジア選手権優勝。
2018年平昌オリンピックカーリング競技男子日本代表選手として出場（結果は8位）。
その後、3月に行われた2018年日本ミックスダブルスカーリング選手権大会では吉田知那美とペアを組み、3位入賞を果たした。
2018年8月1日より、北海道コンサドーレ札幌カーリングチームに移籍。
2018年パシフィックアジアカーリング選手権大会優勝。
2019年、第36回日本カーリング選手権大会優勝。
2020年、第37回日本カーリング選手権大会で優勝。
2022年5月5日、結婚を発表。
2024年、第41回日本カーリング選手権大会で優勝し、個人の日本選手権における優勝回数を歴代最多となる12に伸ばした。

## 人物
- 中部電力に所属する妹・清水絵美[10]、軽井沢CCに所属する弟・清水芳郎[11]はどちらもカーリング選手である。
- 2014年、収入が不安定なことやプレーでも精彩を欠いたことによりメンバーに脱退の意思を伝えたが、メンバーに引き留められて踏みとどまった[2]。

## チーム

### 4人制男子
| シーズン | スキップ | サード   | セカンド | リード   | リザーブ          | 主な大会                       |
| -------- | -------- | -------- | -------- | -------- | ----------------- | ------------------------------ |
| 2006–07  | 両角友佑 | 山口剛史 | 佐藤正徳 | 清水徹郎 | 荻原諒            | WUG 2007                       |
| 2007–08  | 両角友佑 | 山口剛史 | 清水徹郎 | 両角公佑 | 松村雄太          | PCC 2007                       |
| 2008–09  | 両角友佑 | 山口剛史 | 清水徹郎 | 両角公佑 | 佐藤恵太          | PCC 2008, WMCC 2009            |
| 2009–10  | 両角友佑 | 山口剛史 | 清水徹郎 | 両角公佑 | 佐藤勇人          | PCC 2009                       |
| 2010–11  | 両角友佑 | 山口剛史 | 清水徹郎 | 両角公佑 |                   |                                |
| 2011–12  | 両角友佑 | 山口剛史 | 清水徹郎 | 両角公佑 |                   |                                |
| 2012–13  | 両角友佑 | 山口剛史 | 清水徹郎 | 両角公佑 | 清水芳郎          | PCC 2012, WMCC 2013            |
| 2013–14  | 両角友佑 | 山口剛史 | 清水徹郎 | 両角公佑 | 阿部晋也          | PCC 2013, OQE 2013,WMCC 2014   |
| 2014–15  | 両角友佑 | 山口剛史 | 清水徹郎 | 両角公佑 | 松村雄太          | PCC 2014, WMCC 2015            |
| 2015–16  | 両角友佑 | 山口剛史 | 清水徹郎 | 両角公佑 | 平田洸介 谷田康真 | PCC 2015, WMCC 2016            |
| 2016–17  | 両角友佑 | 山口剛史 | 清水徹郎 | 両角公佑 | 平田洸介          | PACC 2016, AWG 2017, WMCC 2017 |
| 2017–18  | 両角友佑 | 山口剛史 | 清水徹郎 | 両角公佑 | 平田洸介          | PACC 2017, OG 2018             |
| 2018–19  | 松村雄太 | 清水徹郎 | 谷田康真 | 阿部晋也 | 相田晃輔          | PACC 2018, WMCC 2019           |
| 2019–20  | 松村雄太 | 清水徹郎 | 谷田康真 | 相田晃輔 | 阿部晋也          | PACC 2019                      |
| 2019–20  | 松村雄太 | 清水徹郎 | 谷田康真 | 阿部晋也 | 相田晃輔          | PACC 2019                      |
| 2020–21  | 松村雄太 | 清水徹郎 | 谷田康真 | 阿部晋也 | 相田晃輔          | JCC 2021                       |
| 2021–22  | 松村雄太 | 清水徹郎 | 谷田康真 | 阿部晋也 | 相田晃輔          | HBCC2021, OQE 2021             |
| 2021–22  | 谷田康真 | 清水徹郎 | 相田晃輔 | 阿部晋也 |                   | JCC 2022                       |
| 2022–23  | 清水徹郎 | 大内遥斗 | 阿部晋也 | 敦賀爽太 | 鈴木実倫          | JCC 2023                       |
| 2023–24  | 清水徹郎 | 阿部晋也 | 大内遥斗 | 敦賀爽太 | 敦賀信人          | JCC 2024                       |
| 2024–25  | 清水徹郎 | 阿部晋也 | 佐藤剣仁 | 大内遥斗 | 敦賀爽太          | JCC 2025                       |

## 成績

### 日本代表
- 平昌オリンピック：8位（2018年）
- 世界男子カーリング選手権：4位（2回／2016年・2019年[5]）、5位（2014年）、6位（2015年）、7位（2017年）、9位（2021年[34]）、10位（2009年）、11位（2013年）
- ユニバーシアード：5位（2007年[35]）
- パシフィックアジアカーリング選手権：優勝（2回／2016年・2018年[36]）、準優勝（7回／2008年 - 2009年、2012年 - 2015年、2019年）、3位（2017年）、4位（2007年）
- ウィンターゲームズ（英語版）：優勝（2013年[37][38]）
- アジア冬季競技大会：準優勝（2017年[39]）

### クラブチーム
- 日本カーリング選手権：優勝（12回／2007年–2009年・2013年–2017年・2019年[6]–2021年[7][40]・2024年）、準優勝（3回／2006年、2010年、2012年）
- 軽井沢国際カーリング選手権大会：優勝（3回／2011年 - 2012年、2017年）、3位（2016年）
- アドヴィックスカップ：優勝（2015年）、準優勝（2016年）、3位（2014年）、4位（2017年）
- どうぎんカーリングクラシック：準優勝（2回／2015年・2017年）、3位（2016年）

### その他
- 日本ミックスダブルスカーリング選手権大会：3位（2018年[41]、2020年[42]）